# Barrage de Saucelle
Le barrage de Saucelle, aussi connue comme Salto de Saucelle, est un barrage hydroélectrique bâti sur le cours moyen du fleuve Douro, à 8 km du village de Saucelle, à la frontière entre l'Espagne et le Portugal.
Le tronçon dans lequel se situe se connaît comme « arribes du Duero », une profonde dépression géographique. À côté du barrage se localise le hameau Salto de Saucelle, construit pour héberger les familles des ouvriers que la bâtissaient.

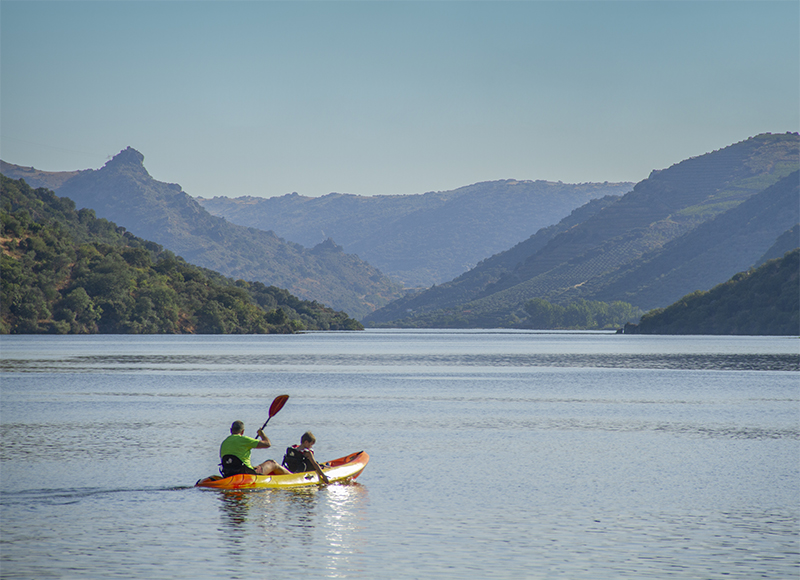
Canoë en Vilvestre
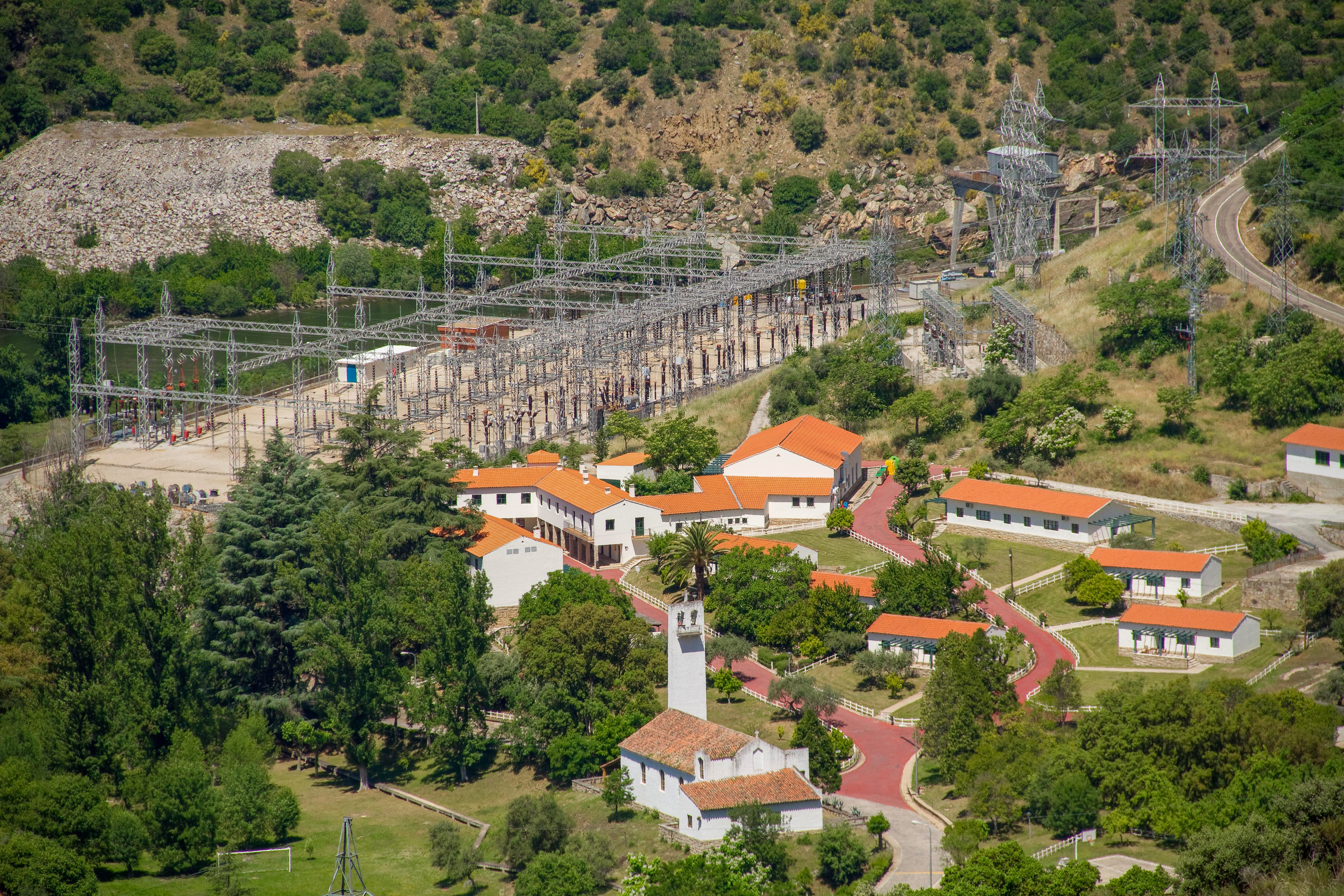
Sous-station Saucelle I
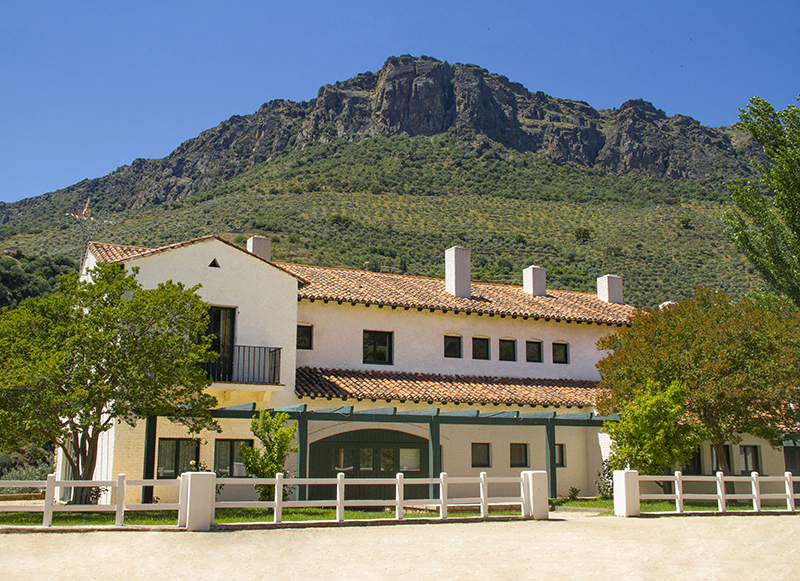
Hameau du Salto de Saucelle
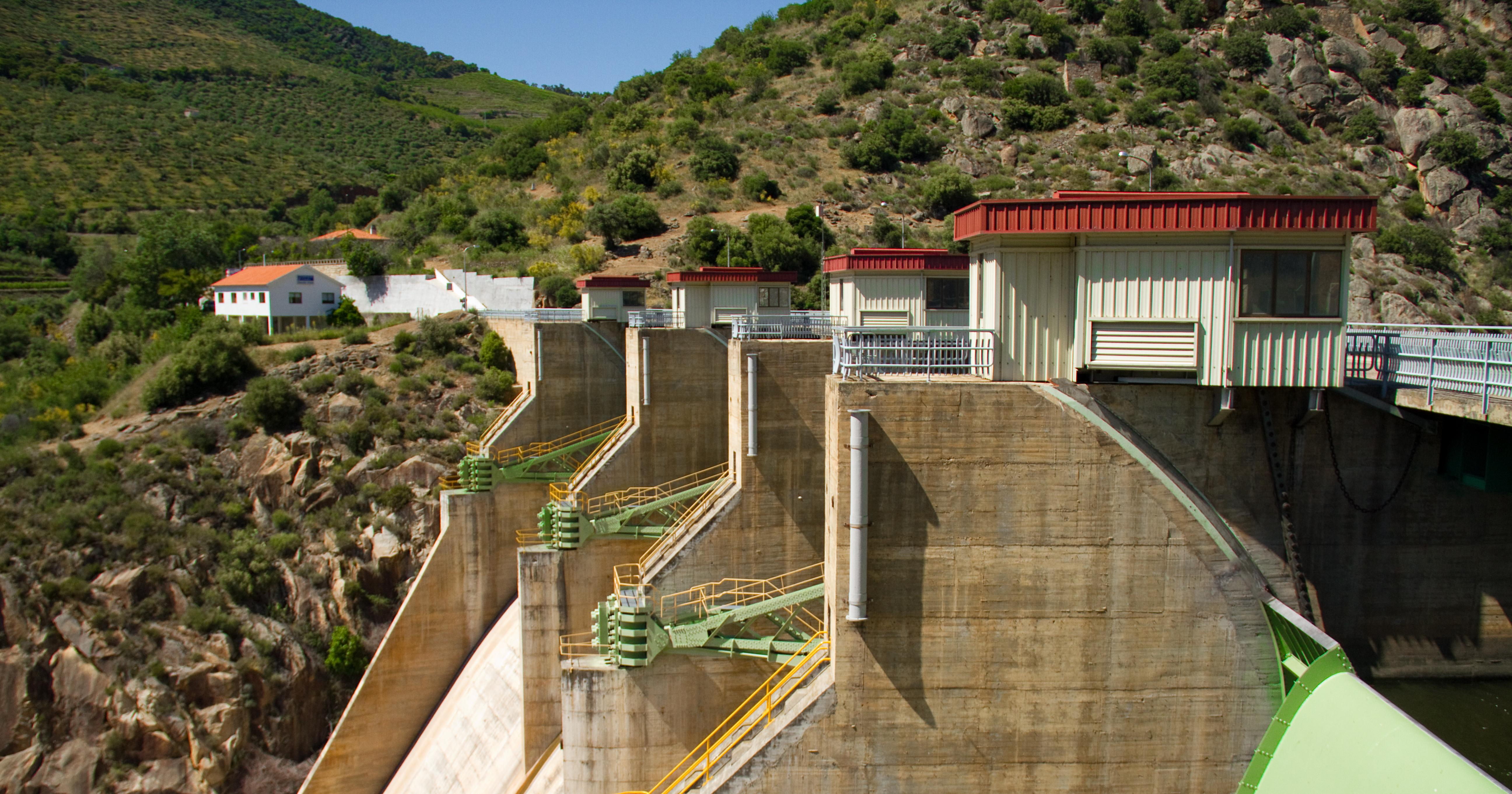
Détail du barrage
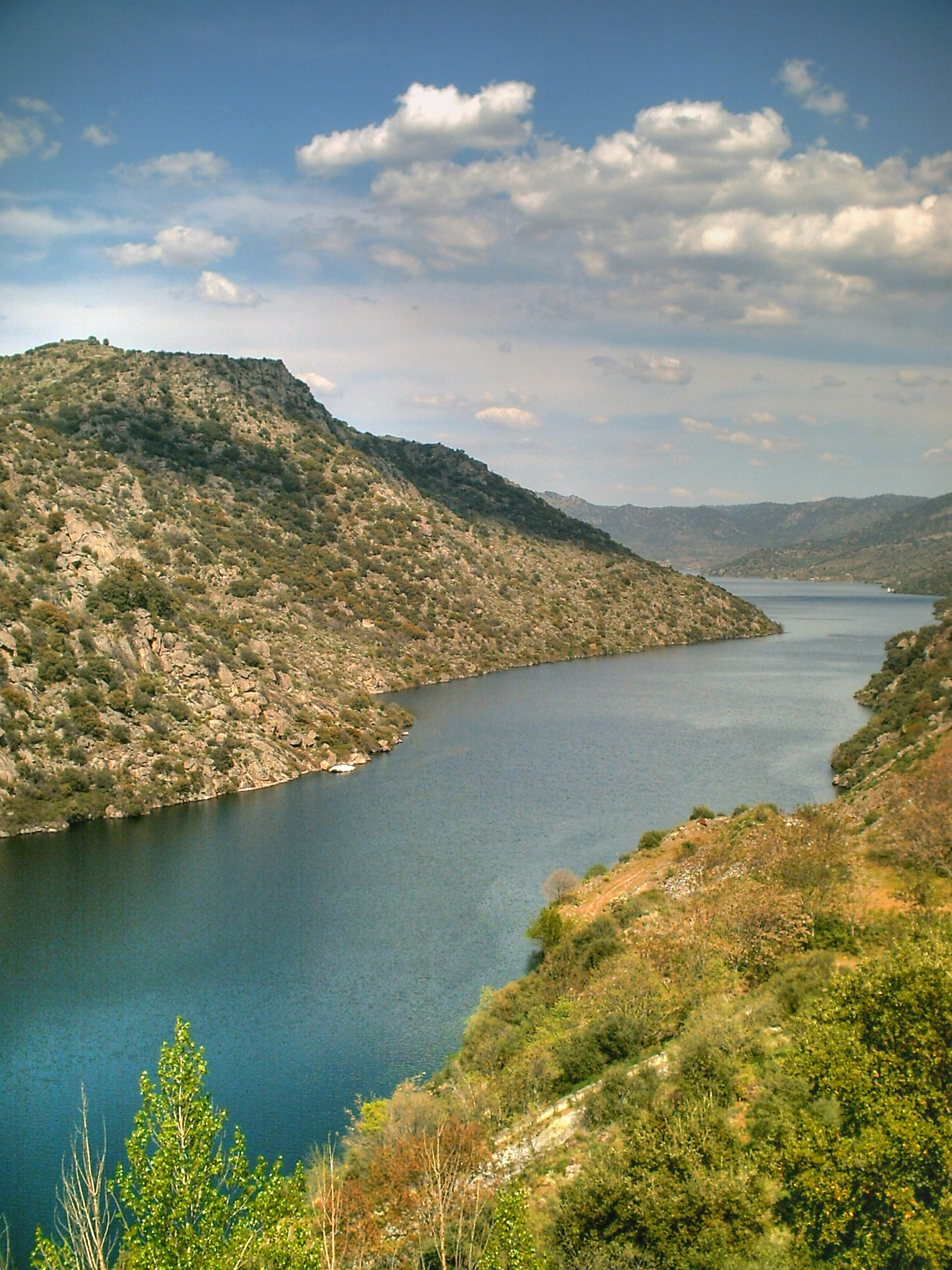
Vue du barrage
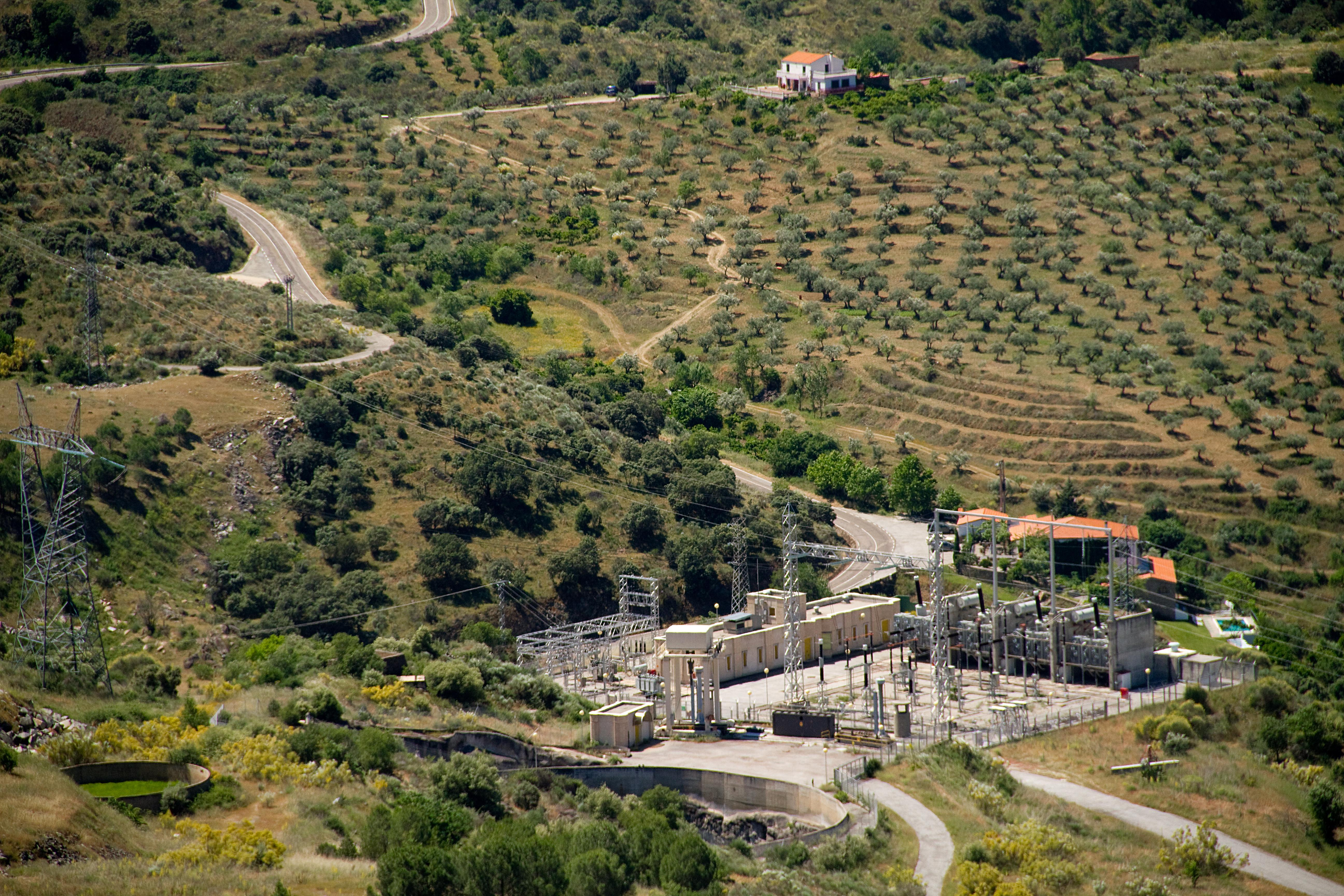
Sous-station Saucelle II